# Nonoka Ozaki
Nonoka Ozaki (n. 23 martie 2003, Tōkyō, Japonia) este o luptătoare ce a reprezentat Japonia, medaliată olimpică. A participat la o ediție a Jocurilor Olimpice (2024) în care a câștigat o medalie de bronz.